# Moa Rothman
Moa Rothman, född 22 november 1996, är en svensk friidrottare och hinderlöpare. 
Rothman deltog 2015 på 3 000 meter hinder vid junior-EM i Eskilstuna. I försöken satte hon ny personligt rekord med 10:30,93 vilket gav en finalplats där hon sedan med 10:40.38 gick in på en femteplats.

## Personliga rekord
| Utomhus - 800 meter – 2:24,06 (Gävle 21 juli 2013) - 1 500 meter – 4:39,66 (Sollentuna 25 juni 2015) - 3 000 meter – 10:29,25 (Huddinge 17 juni 2012) - 1 500 meter hinder – 5:10,21 (Upplands-Väsby 12 augusti 2012) - 2 000 meter hinder – 6:47,43 (Gävle 8 augusti 2014) - 3 000 meter hinder – 10:30,93 (Eskilstuna 16 juli 2015) | Inomhus - 800 meter – 2:18,27 (Västerås 19 januari 2014) - 1 500 meter – 4:38,61 (Sätra 1 februari 2014) - 3 000 meter – 10:02,42 (Ames, Iowa USA 12 februari 2016) - 3 000 meter – 10:34,61 (Bozeman, Montana USA 27 februari 2016) |

### Fotnoter
1. 1 2 3 4 5 6 7 8 9 10 11  ”Personsida på AllAthletics” (på engelska). all-athletics.com. Arkiverad från originalet den 1 maj 2016. https://web.archive.org/web/20160501060059/http://www.all-athletics.com/node/614906. Läst 30 oktober 2017.
2. ↑  ”European Athletics U20 Championships - Eskilstuna 2015” (på engelska). european-athletics.org. http://www.european-athletics.org/competitions/european-athletics-u20-championships/history/year=2015/results/index.html. Läst 30 oktober 2017.
3. ↑  Hedman, Jonas (16 juli 2015). ”JEM19 1: Tre till hinderfinal”. friidrott.se. Arkiverad från originalet den 7 november 2017. https://web.archive.org/web/20171107020029/http://www.friidrott.se/nyheter.aspx?id=18333. Läst 30 oktober 2017.
4. ↑  Hedman, Jonas (18 juli 2015). ”JEM19 3: Silver för Carolina – tre svenskor topp-6!”. friidrott.se. Arkiverad från originalet den 7 november 2017. https://web.archive.org/web/20171107012646/http://www.friidrott.se/nyheter.aspx?id=18379. Läst 30 oktober 2017.
5. 1 2 3 4  ”Personsida på European Athletics' webbplats” (på engelska). european-athletics.org. http://www.european-athletics.org/athletes/group=r/athlete=136243-rothman-moa/index.html. Läst 30 oktober 2017.
6. ↑  ”Personsida på IAAF:s webbplats”. iaaf.org. https://www.iaaf.org/athletes/sweden/moa-rothman-302571. Läst 30 oktober 2017.